# 3ES
3ES is een Nederlands frisdrankmerk dat eigendom is van Bavaria.
Het merk dat sinds 1955 op de markt is, was een goedkoper alternatief voor de bekende merken.
De naam "3ES" staat voor Frans, Piet en Jan Swinkels, de drie oprichters van het merk Bavaria, waarvan alle achternamen beginnen met de letter "S".
Vanaf juni 2001 was 3ES hoofdsponsor van het dames-basketbalteam "BC Lieshout" uit Lieshout, dat uitkomt in de nationale Eredivisie.
Op 18 september 2008 maakte Bavaria bekend het merk te willen verkopen aan frisdrankproducent Refresco. In 2009 werd de frisdrankenfabriek van Bavaria in Hoensbroek overgenomen door Refresco. Refresco verkocht de merknaam 3ES enkele jaren later weer terug aan Bavaria. Bavaria is 3ES tot 2015 blijven produceren. De 33cl blikjes sinas en cola werden op dat moment slechts bij enkele supermarkten verkocht.